# دو مرد نابینا
دو مرد نابینا (فرانسوی: Les Deux Aveugles‎) یک فیلم کوتاه فرانسوی به کارگردانی ژرژ ملی‌یس است که در سال ۱۹۰۰ ساخته شد. 